# Major League Baseball
De Major League Baseball (vaak afgekort tot MLB) is het hoogste professionele honkbalniveau in Noord-Amerika. Major League Baseball is de organisatie die sinds 1903 twee losse competities met elkaar verbindt, de American League en de National League. In de praktijk wordt de MLB gezien als 1 competitie en behoort tot de grote Amerikaanse sportcompetities (samen met de NBA, de NFL en de NHL). De huidige competitie bestaat uit 30 teams, 29 in de Verenigde Staten en 1 in Canada, de Toronto Blue Jays. 

## Verloop competitie
Elk seizoen bestaat voor elk team uit 162 wedstrijden en begint doorgaans in het eerste weekend van april. Meestal start het seizoen op de donderdagmiddag, deze valt soms nog in maart. De wedstrijden worden doorgaans in series van 3 of 4 duels tegen dezelfde tegenstander gespeeld. In enkele gevallen staan er 2 duels op dezelfde dag op het programma, vaak het gevolg van slecht weer. In dit geval spreekt men van een double-header. Een steeds minder voorkomende traditie is dat tijdens zulke dubbele wedstrijden men met 1 ticket beide wedstrijden kan zien. In de maand voor het reguliere seizoen vinden oefenwedstrijden in Florida en Arizona plaats. De competitie eindigt op de laatste zondag in september of de eerste in oktober. De play-offs (weg naar de World Series) vinden vervolgens in oktober plaats. Soms loopt de World Series tot in begin november. Tussen de twee Leagues worden sinds 2022 exact dezelfde regels gehanteerd. 

### Spring Training
De Spring Training is een serie trainingen en oefenpartijen in de aanloop naar het nieuwe seizoen. Tijdens deze periode mogen nieuwe spelers hun waarde laten zien en proberen een vaste plek in het team te veroveren. Vaak zijn de selecties extra uitgebreid om talenten een kans te geven. De oefenwedstrijden trekken veel fans die met het team meereizen aangezien de trainingen in de meeste gevallen in warme oorden worden gehouden. Daarnaast valt de periode vaak samen met de voorjaarsvakantie van Amerikaanse studenten. De Spring Training duurt doorgaans twee maanden, van midden februari tot het begin van het seizoen. Vanaf begin maart zijn de oefenwedstrijden vanaf de kampen in Arizona en Florida. Pitchers en catchers arriveren altijd enkele weken voor de rest van het team vanwege de uitputtende positie die deze spelers in het veld innemen.

### All-Star Game
Begin juli, halverwege het seizoen, is er een pauze van 3 dagen in het speelschema. Tijdens deze pauze wordt de All-Star Game (ook wel bekend als de midsummer classic) gespeeld. De All-Star Game wordt gespeeld tussen een team van spelers uit de National League, geleid door de coach van het voorgaande National League-team in de World Series, en een team spelers uit de American League, gecoacht op dezelfde manier. Doorgaans wordt na een aantal innings de slagploeg gewisseld om alle spelers te laten spelen. Pitchers spelen meestal hoogstens 1 inning in dit duel. Sinds 1989 wordt de aangewezen-slagman-regel gebruikt als er gespeeld wordt in een American League-stadion. De editie van 2002 eindigde op controversiële wijze in een gelijkspel na 11 innings aangezien beide teams door hun pitchers heen waren. Een MVP werd niet uitgeroepen en de regel werd ingevoerd dat in het geval van een gelijkspel de thuisspelende league wint. Deze regel is tegenwoordig niet meer van kracht.  Dit is nog steeds onderdeel van de wedstrijd. In In 2003 en 2004 werd als test de winnende league van de All-Star Game beloond met het thuisvoordeel tijdens de World Series in datzelfde jaar. Na de testperiode van twee jaar is de regel definitief in de regelgeving opgenomen. In 2017 verviel deze regel weer en krijgt het team dat in de reguliere competitie de beste score haalde het thuisvoordeel.
De eerste All-Star Game werd gehouden als onderdeel van de wereldtentoonstelling van 1933 in Chicago, Illinois en was bedacht door Arch Ward, een sportjournalist. Oorspronkelijk bedoeld als een eenmalig evenement zorgde het succes voor een jaarlijkse terugkeer van de wedstrijd.
Sinds 1970 worden de acht veldspelers voor elk van de teams door het publiek gekozen. Het stemmen door fans was sinds 1957 verboden toen in dat jaar een lokale krant ingevulde stembiljetten uitprintte en instuurde. Zo werden zeven van de acht posities toebedeeld aan spelers van Cincinnati. In recente jaren is ook het stemmen via internet toegestaan. In 2002 kwam Team NL-speler Andruw Jones op deze wijze in het team.
Sinds de eerste All-Star Game spelen de spelers in hun normale tenues en niet in een tenue speciaal gemaakt voor de wedstrijd. Alleen in de eerste wedstrijd speelde de National League in speciale shirts met de tekst "National League" over de borst gedrukt.

### Postseason
Nadat de reguliere competitie is afgelopen gaan er in totaal 12 teams naar de play-offs. Deze zes teams per league (de drie divisiewinnaars plus drie extra teams) worden volgens de volgende regels gerangschikt:
1. De beste divisiewinnaar.
2. De op een na beste divisiewinnaar.
3. De derde divisiewinnaar.
4. De 3 beste teams die geen divisiewinnaar zijn geworden.

Er worden vervolgens vier series van wedstrijden gespeeld om de uiteindelijke winnaar te bepalen:
1. WIld Card Series: In elke league krijgen de drie teams met de meeste overwinningen die niet hun division wonnen nog één laatste kans. Deze drie teams spelen samen met de derde divisiewinnaar een best-of-three format tegen elkaar om te bepalen welke twee teams mee mogen doen aan de Division Series. Hierbij speelt de derde divisiewinnaar tegen het slechtst geklasseerde team van de 3 niet-divisiewinnaars. Anders dan in andere rondes heeft het hoger geplaatste team de gehele serie het thuisvoordeel.
2. American League Division Series en National League Division Series, elk een best-of-five serie. Hierin speelt de nummer een van de league tegen de winnaar van de serie tussen de 2 Wild Card winnaars, en de nummer twee tegen de winnaar van de serie tussen de 3e divisiewinnaar en de 3e wild card winnaar. De thuiswedstrijden zijn 2-2-1 verdeeld waarbij het hoger geplaatste team eerst 2 keer thuis speelt en de eventuele beslissingswedstrijd.
3. American League Championship Series en National League Championship Series, elk een best-of-seven serie om de winnaar per league te bepalen. Het team dat na het reguliere seizoen als beste geklasseerd was, heeft in deze serie het thuisvoordeel. De thuiswedstrijden zijn 2-3-2 verdeeld. Het hoger geplaatste team speelt dus als eerste thuis, en daarna eventuele beslissingswedstrijden.
4. World Series, een best-of-seven serie tussen de kampioenen van elke league. Het thuisvoordeel is sinds 2018 verdeeld zoals in voorgaande ronde. Tot 2018 had de winnaar van de All-Star Game het voordeel.

Tot en met 2021 gingen er slechts 2 niet-divisiewinnaars met een wildcard per league naar de play-offs. Alle divisiewinnaars waren in dit systeem geplaatst voor de Division Series. De 2 winnaars van een wildcard speelden een enkel duel om te bepalen wie er naar de volgende ronde mocht. Vanaf de Division Series is het format ongewijzigd gebleven.

### World Series winnaars vanaf 1903
(aantal titels | vet gedrukt: voor het laatst gewonnen & totaal aantal titels)
| 1903 - 1909 - 1903: Boston Americans (nu Boston Red Sox, 1) - 1904: Geboycot door de New York Giants - 1905: New York Giants (nu San Francisco Giants, 1) - 1906: Chicago White Sox (1) - 1907: Chicago Cubs (1) - 1908: Chicago Cubs (2) - 1909: Pittsburgh Pirates (1) | 1910 - 1919 - 1910: Philadelphia Athletics (nu Oakland Athletics, 1) - 1911: Philadelphia Athletics (Oakland Athletics, 2) - 1912: Boston Red Sox (2) - 1913: Philadelphia Athletics (Oakland Athletics, 3) - 1914: Boston Braves (nu Atlanta Braves, 1) - 1915: Boston Red Sox (3) - 1916: Boston Red Sox (4) - 1917: Chicago White Sox (2) - 1918: Boston Red Sox (5) - 1919: Cincinnati Reds (1) | 1920 - 1929 - 1920: Cleveland Indians (nu Cleveland Guardians, 1) - 1921: New York Giants (San Francisco Giants, 2) - 1922: New York Giants (San Francisco Giants, 3) - 1923: New York Yankees (1) - 1924: Washington Senators (nu Minnesota Twins, 1) - 1925: Pittsburgh Pirates (2) - 1926: St. Louis Cardinals (1) - 1927: New York Yankees (2) - 1928: New York Yankees (3) - 1929: Philadelphia Athletics (Oakland Athletics, 4) |

| 1930 - 1939 - 1930: Philadelphia Athletics (Oakland Athletics, 5) - 1931: St. Louis Cardinals (2) - 1932: New York Yankees (4) - 1933: New York Giants (San Francisco Giants, 4) - 1934: St. Louis Cardinals (3) - 1935: Detroit Tigers (1) - 1936: New York Yankees (5) - 1937: New York Yankees (6) - 1938: New York Yankees (7) - 1939: New York Yankees (8) | 1940 - 1949 - 1940: Cincinnati Reds (2) - 1941: New York Yankees (9) - 1942: St. Louis Cardinals (4) - 1943: New York Yankees (10) - 1944: St. Louis Cardinals (5) - 1945: Detroit Tigers (2) - 1946: St. Louis Cardinals (6) - 1947: New York Yankees (11) - 1948: Cleveland Indians (nu Cleveland Guardians, 2) - 1949: New York Yankees (12) | 1950 - 1959 - 1950: New York Yankees (13) - 1951: New York Yankees (14) - 1952: New York Yankees (15) - 1953: New York Yankees (16) - 1954: New York Giants (San Francisco Giants, 5) - 1955: Brooklyn Dodgers (nu Los Angeles Dodgers, 1) - 1956: New York Yankees (17) - 1957: Milwaukee Braves (nu Atlanta Braves, 2) - 1958: New York Yankees (18) - 1959: Los Angeles Dodgers (2) |

| 1960 - 1969 - 1960: Pittsburgh Pirates (3) - 1961: New York Yankees (19) - 1962: New York Yankees (20) - 1963: Los Angeles Dodgers (3) - 1964: St. Louis Cardinals (7) - 1965: Los Angeles Dodgers (4) - 1966: Baltimore Orioles (1) - 1967: St. Louis Cardinals (8) - 1968: Detroit Tigers (3) - 1969: New York Mets (1) | 1970 - 1979 - 1970: Baltimore Orioles (2) - 1971: Pittsburgh Pirates (4) - 1972: Oakland Athletics (6) - 1973: Oakland Athletics (7) - 1974: Oakland Athletics (8) - 1975: Cincinnati Reds (3) - 1976: Cincinnati Reds (4) - 1977: New York Yankees (21) - 1978: New York Yankees (22) - 1979: Pittsburgh Pirates (5) | 1980 - 1989 - 1980: Philadelphia Phillies (1) - 1981: Los Angeles Dodgers (5) - 1982: St. Louis Cardinals (9) - 1983: Baltimore Orioles (3) - 1984: Detroit Tigers (4) - 1985: Kansas City Royals (1) - 1986: New York Mets (2) - 1987: Minnesota Twins (2) - 1988: Los Angeles Dodgers (6) - 1989: Oakland Athletics (9) |

| 1990 - 1999 - 1990: Cincinnati Reds (5) - 1991: Minnesota Twins (3) - 1992: Toronto Blue Jays (1) - 1993: Toronto Blue Jays (2) - 1994: Niet gespeeld door stakingen in de MLB - 1995: Atlanta Braves (3) - 1996: New York Yankees (23) - 1997: Florida Marlins (nu Miami Marlins, 1) - 1998: New York Yankees (24) - 1999: New York Yankees (25) | 2000 - 2009 - 2000: New York Yankees (26) - 2001: Arizona Diamondbacks (1) - 2002: Anaheim Angels (nu Los Angeles Angels, 1) - 2003: Florida Marlins (Miami Marlins, 2) - 2004: Boston Red Sox (6) - 2005: Chicago White Sox (3) - 2006: St. Louis Cardinals (10) - 2007: Boston Red Sox (7) - 2008: Philadelphia Phillies (2) - 2009: New York Yankees (27) | 2010 - 2019 - 2010: San Francisco Giants (6) - 2011: St. Louis Cardinals (11) - 2012: San Francisco Giants (7) - 2013: Boston Red Sox (8) - 2014: San Francisco Giants (8) - 2015: Kansas City Royals (2) - 2016: Chicago Cubs (3) - 2017: Houston Astros (1) - 2018: Boston Red Sox (9) - 2019: Washington Nationals (1) |

| 2020 - 2029 - 2020: Los Angeles Dodgers (7) - 2021: Atlanta Braves (4) - 2022: Houston Astros (2) - 2023: Texas Rangers (1) - 2024: Los Angeles Dodgers (8) |

### American League 2024

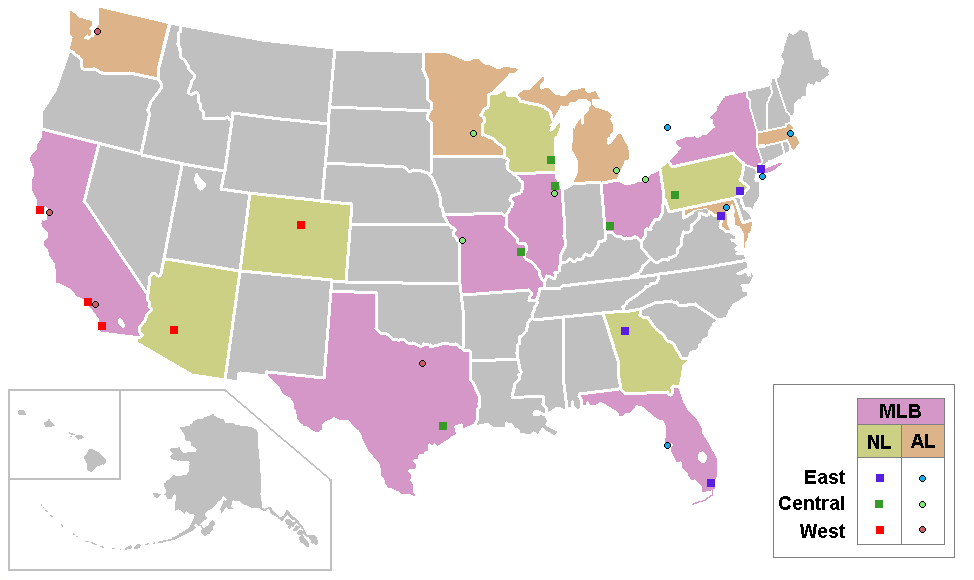
Thuisbasis huidige MLB-teams

| Divisie | Team                | Stad                     | Stadion                     |
| ------- | ------------------- | ------------------------ | --------------------------- |
| East    | Baltimore Orioles   | Baltimore, Maryland      | Oriole Park at Camden Yards |
| East    | Boston Red Sox      | Boston, Massachusetts    | Fenway Park                 |
| East    | New York Yankees    | Bronx, New York          | Yankee Stadium              |
| East    | Tampa Bay Rays      | St. Petersburg, Florida  | Tropicana Field             |
| East    | Toronto Blue Jays   | Toronto, Ontario, Canada | Rogers Centre               |
| Central | Chicago White Sox   | Chicago, Illinois        | Guaranteed Rate Field       |
| Central | Cleveland Guardians | Cleveland, Ohio          | Progressive Field           |
| Central | Detroit Tigers      | Detroit, Michigan        | Comerica Park               |
| Central | Kansas City Royals  | Kansas City, Missouri    | Kauffman Stadium            |
| Central | Minnesota Twins     | Minneapolis, Minnesota   | Target Field                |
| West    | Houston Astros      | Houston, Texas           | Minute Maid Park            |
| West    | Los Angeles Angels  | Anaheim, Californië      | Angel Stadium of Anaheim    |
| West    | Oakland Athletics   | Oakland, Californië      | Oakland Coliseum            |
| West    | Seattle Mariners    | Seattle, Washington      | T-Mobile Park               |
| West    | Texas Rangers       | Arlington, Texas         | Globe Life Field            |

### National League 2024
| Divisie | Team                  | Stad                       | Stadion                  |
| ------- | --------------------- | -------------------------- | ------------------------ |
| East    | Atlanta Braves        | Atlanta, Georgia           | Truist Park              |
| East    | Miami Marlins         | Miami, Florida             | LoanDepot Park           |
| East    | New York Mets         | Queens, New York           | Citi Field               |
| East    | Philadelphia Phillies | Philadelphia, Pennsylvania | Citizens Bank Park       |
| East    | Washington Nationals  | Washington D.C.            | Nationals Park           |
| Central | Chicago Cubs          | Chicago, Illinois          | Wrigley Field            |
| Central | Cincinnati Reds       | Cincinnati, Ohio           | Great American Ball Park |
| Central | Milwaukee Brewers     | Milwaukee, Wisconsin       | American Family Field    |
| Central | Pittsburgh Pirates    | Pittsburgh, Pennsylvania   | PNC Park                 |
| Central | St. Louis Cardinals   | St. Louis, Missouri        | Busch Stadium            |
| West    | Arizona Diamondbacks  | Phoenix, Arizona           | Chase Field              |
| West    | Colorado Rockies      | Denver, Colorado           | Coors Field              |
| West    | Los Angeles Dodgers   | Los Angeles, Californië    | Dodger Stadium           |
| West    | San Diego Padres      | San Diego, Californië      | Petco Park               |
| West    | San Francisco Giants  | San Francisco, Californië  | Oracle Park              |